# 孙姓
孫姓是一個漢姓，在中國以至韓國都有使用，在中國《百家姓》中排第3位，在現今中國大陸姓氏排行第12位。由來已久，姓源眾多，據史書記載，最早寬可追溯到3000多年前的周文王，也是东吴的国姓。

## 來源
孫姓的主要来自：
- 漢族
  - 出自妫姓，陈国开国君主陈胡公的后代，代表人物有孙武，孙膑等。
  - 出自姬姓，卫国大夫孫文子的后代。
  - 出自芈姓，春秋时代楚国孙叔敖的后代。
  - 他姓改氏，如漢代荀姓為了避諱劉詢，因「荀」與「孫」音近，改孫姓。王孫、公孫、叔孫、孟孫、季孫等改姓孫。
- 鮮卑族
  - 少数民族改姓。如鮮卑後裔長孫姓改汉姓。

## 延伸阅读
[在维基数据编辑]
 《百家姓》
 《欽定古今圖書集成·明倫彙編·氏族典·孫姓部》，出自陈梦雷《古今圖書集成》